# 耶律宗政
耶律宗政（1003年—1062年），契丹名耶律查哥，又作耶律宗懿，为契丹（遼朝）皇族，遼圣宗的弟弟耶律隆慶的兒子，母齐国王妃萧氏。
開泰五年（1016年）十月，以他為中山郡王。同年十二月，父亲耶律隆庆逝世。辽圣宗逼他娶继母秦晋国王妃萧氏为妻，萧氏亦是他的表姐。耶律宗政以“违卜”拒绝了这桩婚事，以致无子。太平四年（1024年）六月，耶律查哥任保靜軍節度使。九年（1029年），封為潞王。遼興宗重熙五年（1036年）四月，耶律查哥為南府宰相，十九年（1050年）十二月，耶律查哥為南院大王。二十一年（1052年），十月，耶律查哥為南院樞密使，封為越國王。
清寧二年（1056年）六月，耶律查哥為上京留守，三年（1057年），耶律查哥為管理皇族政教的惕隱。五年（1059年），耶律查哥為遼興軍節度使。八年（1062年）三月十二日，逝世于武定军官署，年六十。归葬于乾陵。咸雍五年（1069年），已改嫁他人的秦晋国王妃萧氏逝世。辽道宗下诏于显陵开宗政墓，将两人合葬。

## 传記資料
- 《遼史》
- 《全辽文》卷七○耶律宗政墓志铭